# NGC 4360
NGC 4360 (ook: NGC 4360A) is een elliptisch sterrenstelsel in het sterrenbeeld Maagd. Het hemelobject werd in 1877 ontdekt door de Duitse astronoom Ernst Wilhelm Leberecht Tempel.

## Synoniemen
- UGC 7484
- MCG 2-32-28
- ZWG 70.52
- VCC 722
- PGC 40363